# Агости, Джузеппе
Граф Джузеппе Агости (итал. Giuseppe Agosti; 1715—1786) — итальянский ботаник и миссионер-иезуит.

## Биография
Джузеппе Агости родился 10 февраля 1715 года в городе Беллуно. Начальное образование получал дома, затем поступил в иезуитский колледж в Гориции. В 1735 году отправился на в числе миссионеров в Вену, затем переехал в Риеку. С 1751 года Агости проповедовал в Любляне. В последующие годы Джузеппе преподавал богословие в Загребе, после чего в 1757 году вернулся в Беллуно, где стал преподавать философию. Затем он работал преподавателем богословия и философии в Борго-сан-Доннино (ныне — Фиденца). С 1773 года Агости жил в родном городе Беллуно, где 10 ноября 1786 года скончался.
Кроме религиозной деятельности Агости занимался изучением флоры региона. В 1770 году он издал одну из первых работ по флоре Италии, De re botanica, однако не придерживался в ней принципов линнеевской биноминальной номенклатуры. Следовательно, родовые названия, опубликованные в этой книге, не считаются действительными.
Основной гербарий Джузеппе Агости в настоящее время хранится в Падуанском университете (PAD). Агости передал его Джузеппе Ламбьои, ботанику из Беллуно. После смерти Ламбьои гербарий несколько раз передавался, в 1903 году оказавшись в Падуе.

## Некоторые научные работы
- Agosti, G. (1770). De re botanica tractatus. 400 p.

## Таксоны, названные в честь Дж. Агости
- Agostaea (Sacc.) Theiss. & Syd., 1915 [syn.  Anhellia Racib., 1900]